# Kavásilas
Kavásilas är en ort i Grekland.   Den ligger i prefekturen Nomós Ileías och regionen Västra Grekland, i den sydvästra delen av landet, 220 km väster om huvudstaden Aten. Kavásilas ligger 11 meter över havet och antalet invånare är 1 623.
Terrängen runt Kavásilas är platt. Runt Kavásilas är det ganska tätbefolkat, med 120 invånare per kvadratkilometer. Närmaste större samhälle är Gastoúni, 2,4 km sydväst om Kavásilas. Trakten runt Kavásilas består till största delen av jordbruksmark.